# 5000 Jaar Schrift en Schrijven
5000 Jaar Schrift en Schrijven was een tentoonstelling van 10 december 1956 tot en met 10 maart 1957 in het Tropenmuseum in Amsterdam.

## Aanleiding
De bijzondere aanleiding om dit historisch overzicht van het schrift op de vloer te zetten was een jubileum: het 50-jarig bestaan van de Vereniging van Leraren in het Schoonschrijven, Stenografie "Groote" en het Machineschrijven dat vooral door de stichting Het Amsterdams Schriftmuseum werd beschouwd als een speciale gebeurtenis maar die de ruimte, noch de middelen had om dit te vieren met een expositie. Die ruimte werd gevonden in het Tropenmuseum.

## Organisatie
De organisatie was breed opgezet met een erecomité, waarvan minister-president Willem Drees de voorzitter was, een comité van aanbeveling, en een werkcomité waarvan alleen directeur Bergman en hoofdconservator van het Tropenmuseum J.H. Jager Gerlings lid waren. De personen die deel uitmaakten van de comités, opgesomd in de catalogus, waren afkomstig uit de academische wereld, overheden, het bedrijfsleven, non-profitorganisaties en ideële stichtingen en verenigingen. Raadselachtig is waarom het gouden jubileum van een lerarenvereniging zo groots moest worden gevierd, met zoveel betrokkenen en speciaal in het leven geroepen comités. Afgaand op de advertenties achter in het boekje - tamelijk ongewoon voor een museumcatalogus uit die jaren - is het vrijwel zeker dat de tentoonstelling sterk, zo niet in zijn geheel is gesponsord door een aantal ondernemingen.

## Doel van de expositie
Het doel van de expositie was, aldus directeur R.A.M. Bergman in het voorwoord van de begeleidende publicatie, de ontwikkeling van het schrift in zijn vele vormen voor het voetlicht te brengen, maar ook belangstelling te wekken voor de functie die het in het dagelijks leven vervult.

## Objecten en thema's
Er waren niet minder dan zeventig institutionele en particuliere bruikleengevers, waaronder musea in binnen- en buitenland, bedrijven, universiteitsinstituten, bibliotheken et cetera., maar niet bekend is hoeveel objecten werden geëxposeerd, hoewel het aantal aanzienlijk moet zijn geweest, getuige de vele nationale en internationale bruikleengevers. Het begeleidende boekje geeft daarover geen uitsluitsel, het is geen nummercatalogus, maar een beknopte inleiding tot het schrift en zijn geschiedenis met tevens aandacht voor speciale onderwerpen zoals kalligrafie, blindenschrift, machineschrift, reclame, morse, de telex, televisie (een noviteit toen), zogenaamd luchtschrijven door reclamevliegtuigen, en meer. De auteur wordt niet genoemd, de fotograaf van de twintig foto's is R.L. Mellema, medewerker van het Tropenmuseum.

## Catalogus
- 5000 Jaar Schrift en Schrijven. Amsterdam: Koninklijk Instituut voor de Tropen, 1956